# Kuria (huyện)
Huyện Kuria là một huyện thuộc tỉnh Nyanza ở Kenya. Theo điều tra dân số ngày 24 tháng 8 năm 1999, huyện này có dân số 151887 người. Huyện Kuria có diện tích 581 km². Huyện lỵ đóng tại Kehancha.